# Colin Jost
Pour les articles homonymes, voir Jost.
Colin Jost, né le 29 juin 1982 à Staten Island (New York), est un humoriste, acteur et scénariste américain. Il écrit pour l'émission télévisée Saturday Night Live (SNL) depuis 2005 et co-anime son segment Weekend Update depuis 2014, aux côtés de Michael Che. Il est également l'un des co-auteurs de l'émission de 2012 à 2015 et depuis 2017,,.

## Enfance
Colin Jost naît et grandit dans le quartier de Grymes Hill, à Staten Island, il est l'aîné des deux garçons, Il a un frère, Casey Jost, qui joue un rôle dans la comédie Staten Island Summer (2015) aux côtés de son frère (qui est scénariste du film) et est scénariste pour Impractical Jokers. Sa mère, Kerry J. Kelly, était officier médical en chef du service des incendies de la ville de New York, tandis son père, Daniel A. Jost, un ancien enseignant du lycée technique de Staten Island Jost est élevé dans la foi catholique. Il est élève de la Regis High School à Manhattan, où il est rédacteur en chef du journal de l'école The Owl, puis étudiant de l'université Harvard, où il est président du Lampoon de Harvard. Pendant sa première année universitaire, il vit à Greenough Hall.

## Carrière

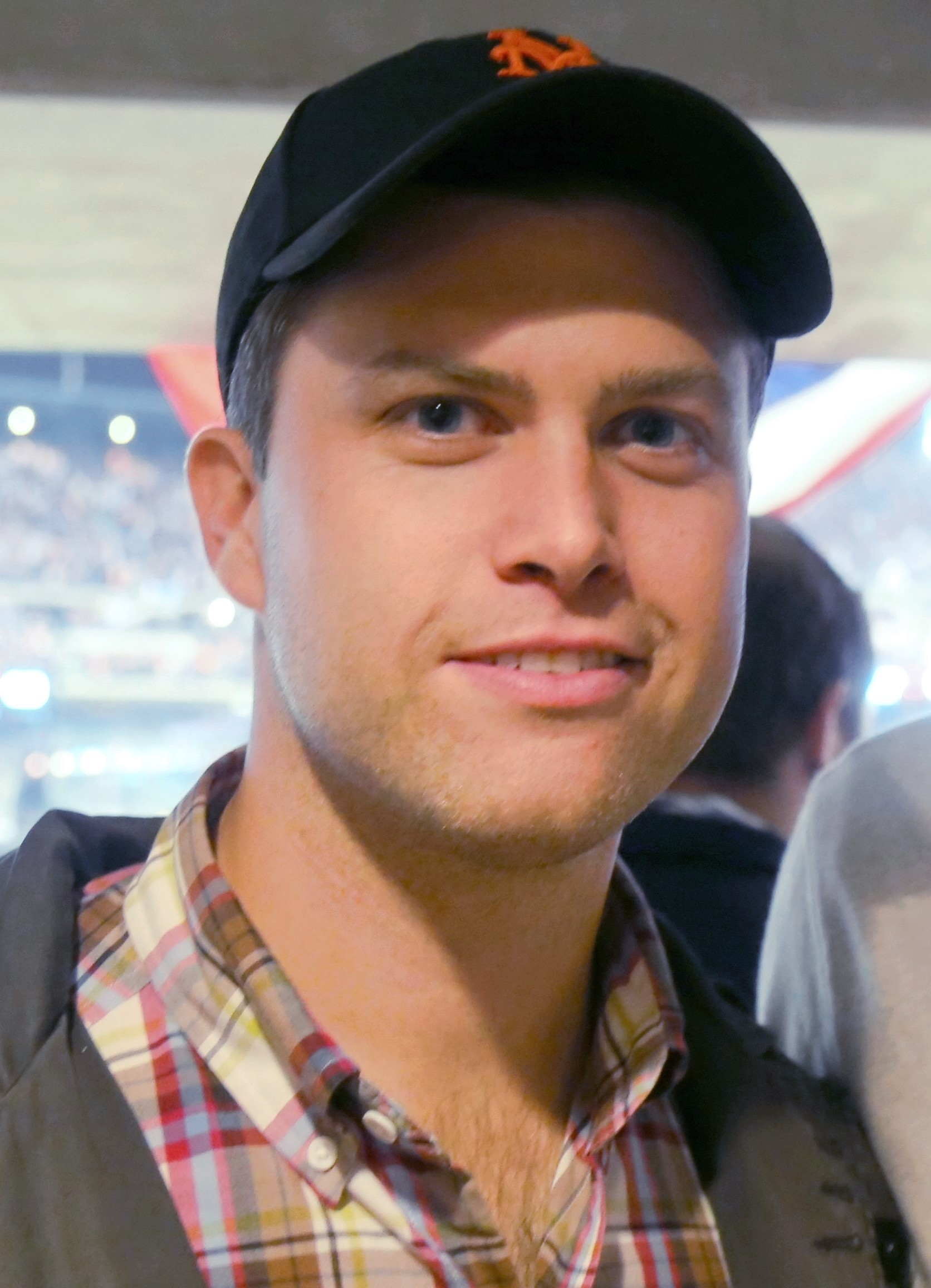
Colin Jost au Citi Field, 2015.

Pendant son séjour à Harvard, Jost a remporté  5 250 dollars US pour l'édition universitaire de Weakest Link. Après l'obtention du diplôme, il a été embauché comme auteur à NBC de Saturday Night Live (SNL) en 2005.
De 2009 à 2012, Jost fut le superviseur de la rédaction chez SNL. Il a été co-rédacteur en chef, de 2012 à 2015 et il a retrouvé ce statut à la fin de 2017. Il a souvent collaboré avec le co-rédacteur en chef du SNL, Rob Klein. Pendant la pause estivale qui a suivi la saison 2012-2013, le producteur exécutif Lorne Michaels a demandé à Jost s’il pouvait faire l'intérim de l'émission Mise à jour du week-end, car le co-présentateur Seth Meyers étant pressenti pour animer Late Night avec Seth. Meyers. Jost a accepté et il a remplacé Meyers le 1er mars 2014.Il fait appel à Norm Macdonald un acteur, doubleur et humoriste pour  mettre son talent à l'épreuve dans l'émission Update, l'humour de Macdonald est similaire à celui que Jost a connu au lycée. Il fait également appel Tina Fey, une actrice, scénariste, productrice et humoriste. En plus de Weekend Update, Jost a fait une brève apparition dans le rôle du gouverneur de l’Ohio, Joh Kasich, dans un sketch du débat présidentiel républicain
En tant que comédien, Jost est apparu dans Late Night With Jimmy Fallon ainsi que sur TBS et HBO. Il a été choisi comme un « nouveau visage » au Montréal Juste pour rire Festival en 2009, et a paru depuis au Chicago Juste pour rire Festival en 2011 et 2012 et le festival Montréal en 2010 et 2012. Jost a publié trois articles "Shouts and Murmurs" dans le magazine New Yorker, en plus d’écrire pour le New York Times Magazine, le Huffington Post, le Staten Island Advance et Radar. Jost a écrit le scénario et joué un rôle mineur dans le film de comédie de 2015 Staten Island Summer.
Il avait aussi un rôle mineur comme Paul dans la 2016 romcom fonction Comment être unique.
À la fin de 2018, Jost et le quarterback des Packers de Green Bay, Aaron Rodgers, ont participé à une campagne publicitaire pour la marque de vêtements de sport Izod  .
Jost, ainsi que Michael Che, sont apparus le 4 mars 2019 dans l'épisode de WWE de Monday Night Raw, où les deux ont été annoncés comme correspondants spéciaux pour Wrestle Mania 35. Le 7 avril, ils sont impliqués dans un combat avec le lutteur Braun Strowman, au cours duquel Jost et Che deviennent tous deux acteurs dans the Giant Memorial Battle Royal à WrestleMania. Lors de l'événement, Jost et Che sont allés sous le ring pendant la majeure partie du match, puis pour essayer d'éliminer Strowman alors qu'il essayait de faire la même chose avec les Hardy Boyz. Jost a tenté de calmer le jeu, mais Strowman l’a étouffé et a éliminé les acteurs dans un rapide enchaînement, remportant une magnifique victoire.

## Vie privée

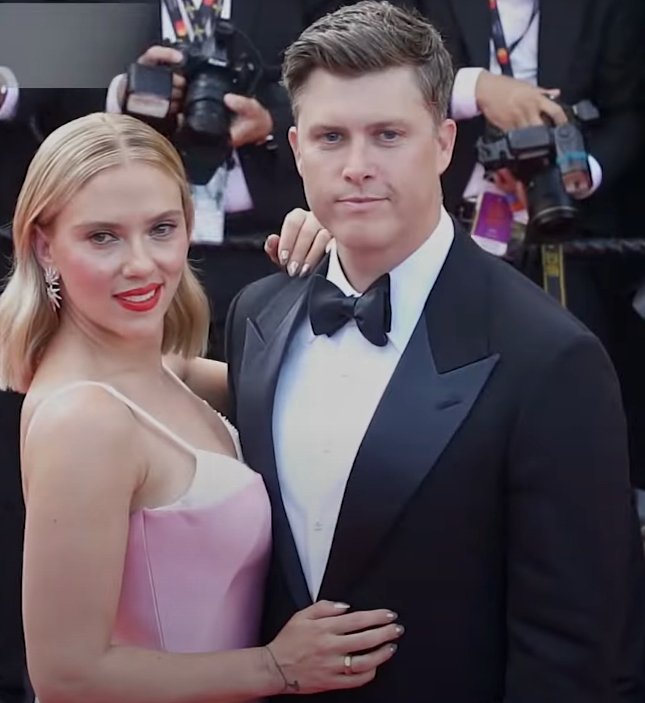
Colin Jost et Scarlett Johansson (son épouse) à l'avant-première d'Asteroid City au Festival de Cannes 2023

Son frère Casey Jost est un scénariste et producteur pour Impractical Jokers. Jost commence une relation avec l'actrice Scarlett Johansson en mai 2017.
Il est confirmé en mai 2019 que Jost et Scarlett Johansson se sont fiancés. Ils se marient en octobre 2020,. Le 6 juillet 2021, Scarlett Johansson annonce publiquement être enceinte. Le 18 août 2021, elle donne naissance à leur premier enfant, un garçon prénommé Cosmo.
Jost a été impliqué dans une controverse en avril 2019 lorsque l'écrivain d'Uproxx, Steven Hyden, un critique musical américain qui anime le Podcast Celebration Rock, a publié un article détaillant des réactions du public contre lui. Cela a incité Michael Che, à dénigrer publiquement Steven Hyden. Michael Che est co-présentateur de l'émission télévisée humoristique Saturday Night Live diffusée sur NBC, pour laquelle il écrit des textes et anime la parodie de journal Weekend Update.
Pendant son séjour à Harvard, Jost fut un camarade de promotion du candidat à la présidence démocrate de 2020, Pete Buttigieg. En 2015, Jost a donné 100 $ lors de  la campagne de réélection du maire de Buttigieg. Par la suite, au cours de la campagne présidentielle, Jost a incarné Buttigieg dans le premier épisode de la 45e saison de SNL

## Filmographie

### Au cinéma
| Année | Film                       | Rôle            | Notes              |
| ----- | -------------------------- | --------------- | ------------------ |
| 2015  | Staten Island Summer (en)  | L'officier Greg | Scénariste         |
| 2016  | Célibataire, mode d'emploi | Paul            |                    |
| 2021  | Tom et Jerry de Tim Story  | Ben             | En post production |

## Télévision
| Par          | Séries                                      | Rôle     | Notes                                        |
| ------------ | ------------------------------------------- | -------- | -------------------------------------------- |
| 2002         | Le Maillon faible (Jeu télévisé U.S.)       | Lui-même | Participant                                  |
| 2005–présent | Saturday Night Live                         | Lui-même | Écrivain                                     |
| 2006         | Kappa Mikey                                 | N/A      | Écrivain 7 épisodes                          |
| 2017         | Saturday Night Live Weekend Update Thursday | Lui-même | 3 épisodes; également Écrivain (11 épisodes) |
| 2018         | 75e cérémonie des Golden Globes             | N/A      | Écrivain                                     |
| 2018         | 70e cérémonie des Primetime Emmy Awards     | Lui-même | TV special                                   |
| 2019         | WWE Raw                                     | Lui-même | Invité spécial (2 épisodes)                  |
| 2019         | WrestleMania 35                             | Lui-même | Invité spécial                               |